# Nik Bostrom
Nick Bostrom (rođen 10. marta 1973. u Švedskoj) je filozof poznat po svom radu o egzistencijalnom riziku, antropskom principu, etici ljudskog poboljšanja, emulaciji celog mozga, rizicima superinteligencije i testu preokreta. Bio je osnivački direktor sada raspuštenog Instituta za budućnost čovečanstva na Univerzitetu u Oksfordu, a sada je glavni istraživač u Inicijativi za istraživanje makrostrategije.
Bostrom je autor knjiga Antropska pristrasnost: Efekti selekcije posmatranja u nauci i filozofiji (2002), Superinteligencija: putevi, opasnosti, strategije (2014) i Duboka utopija: Život i značenje u rešenom svetu (2024).
Bostrom veruje da napredak u veštačkoj inteligenciji (VI) može dovesti do superinteligencije, koju on definiše kao „svaki intelekt koji u velikoj meri prevazilazi kognitivne performanse ljudi u praktično svim domenima interesovanja“. On to vidi kao glavni izvor mogućnosti i egzistencijalnih rizika.

## Izabrani radovi

### Knjige
- 2002 – Anthropic Bias: Observation Selection Effects in Science and Philosophy. ISBN 0-415-93858-9..
- 2008 – Global Catastrophic Risks. ISBN 978-0-19-857050-9., edited by Bostrom and Milan M. Ćirković.
- 2009 – Human Enhancement. ISBN 0-19-929972-2., edited by Bostrom and Julian Savulescu.
- 2014 – Superintelligence: Paths, Dangers, Strategies. ISBN 978-0-19-967811-2..
- 2024 - Deep Utopia: Life and Meaning in a Solved World. ISBN 978-1646871643..

### Članci iz časopisa
- Bostrom, Nick (1998). „How Long Before Superintelligence?”. Journal of Future Studies. 2.
- — (јануар 2000). „Observer-relative chances in anthropic reasoning?”. Erkenntnis. 52 (1): 93—108. JSTOR 20012969. S2CID 140474848. doi:10.1023/A:1005551304409.
- — (октобар 2001). „The Meta-Newcomb Problem”. Analysis. 61 (4): 309—310. JSTOR 3329010. doi:10.1111/1467-8284.00310.
- — (март 2002). „Existential Risks: Analyzing Human Extinction Scenarios and Related Hazards”. Journal of Evolution and Technology. 9 (1).
- — (април 2003). „Are You Living in a Computer Simulation?” (PDF). Philosophical Quarterly. 53 (211): 243—255. JSTOR 3542867. doi:10.1111/1467-9213.00309.
- — (2003). „The Mysteries of Self-Locating Belief and Anthropic Reasoning” (PDF). Harvard Review of Philosophy. 11 (Spring): 59—74. doi:10.5840/harvardreview20031114.
- — (новембар 2003). „Astronomical Waste: The Opportunity Cost of Delayed Technological Development”. Utilitas. 15 (3): 308—314. CiteSeerX 10.1.1.429.2849 . S2CID 15860897. doi:10.1017/S0953820800004076.
- — (јун 2005). „In Defense of Posthuman Dignity”. Bioethics. 19 (3): 202—214. PMID 16167401. doi:10.1111/j.1467-8519.2005.00437.x.
- with Tegmark, Max (децембар 2005). „How Unlikely is a Doomsday Catastrophe?”. Nature. 438 (7069): 754. Bibcode:2005Natur.438..754T. PMID 16341005. S2CID 4390013. arXiv:astro-ph/0512204 . doi:10.1038/438754a.
- — (2006). „What is a Singleton?”. Linguistic and Philosophical Investigations. 5 (2): 48—54.
- with Ord, Toby (јул 2006). „The Reversal Test: Eliminating Status Quo Bias in Applied Ethics” (PDF). Ethics. 116 (4): 656—680. PMID 17039628. S2CID 12861892. doi:10.1086/505233.
- with Sandberg, Anders (децембар 2006). „Converging Cognitive Enhancements” (PDF). Annals of the New York Academy of Sciences. 1093 (1): 201—207. Bibcode:2006NYASA1093..201S. CiteSeerX 10.1.1.328.3853 . PMID 17312260. S2CID 10135931. doi:10.1196/annals.1382.015.
- — (јануар 2008). „Drugs can be used to treat more than disease” (PDF). Nature. 452 (7178): 520. Bibcode:2008Natur.451..520B. PMID 18235476. S2CID 4426990. doi:10.1038/451520b .
- — (2008). „The doomsday argument”. Think. 6 (17–18): 23—28. S2CID 171035249. doi:10.1017/S1477175600002943.
- — (2008). „Where Are They? Why I hope the search for extraterrestrial life finds nothing” (PDF). Technology Review (May/June): 72—77.
- Bostrom, Nick (2008). „Letter from Utopia”. Studies in Ethics, Law, and Technology. 2 (1). doi:10.2202/1941-6008.1025.
- with Sandberg, Anders (септембар 2009). „Cognitive Enhancement: Methods, Ethics, Regulatory Challenges” (PDF). Science and Engineering Ethics. 15 (3): 311—341. CiteSeerX 10.1.1.143.4686 . PMID 19543814. S2CID 6846531. doi:10.1007/s11948-009-9142-5.
- — (2009). „Pascal's Mugging” (PDF). Analysis. 69 (3): 443—445. JSTOR 40607655. doi:10.1093/analys/anp062.
- with Ćirković, Milan; Sandberg, Anders (2010). „Anthropic Shadow: Observation Selection Effects and Human Extinction Risks” (PDF). Risk Analysis. 30 (10): 1495—1506. Bibcode:2010RiskA..30.1495C. PMID 20626690. S2CID 6485564. doi:10.1111/j.1539-6924.2010.01460.x.
- — (2011). „Information Hazards: A Typology of Potential Harms from Knowledge” (PDF). Review of Contemporary Philosophy. 10: 44—79. ProQuest 920893069.
- Bostrom, Nick (2011). „THE ETHICS OF ARTIFICIAL INTELLIGENCE” (PDF). Cambridge Handbook of Artificial Intelligence. Архивирано из оригинала (PDF) 4. 3. 2016. г. Приступљено 13. 2. 2017.
- Bostrom, Nick (2011). „Infinite Ethics” (PDF). Analysis and Metaphysics. 10: 9—59.
- — (мај 2012). „The Superintelligent Will: Motivation and Instrumental Rationality in Advanced Artificial Agents” (PDF). Minds and Machines. 22 (2): 71—84. S2CID 7445963. doi:10.1007/s11023-012-9281-3.
- with Armstrong, Stuart; Sandberg, Anders (новембар 2012). „Thinking Inside the Box: Controlling and Using Oracle AI” (PDF). Minds and Machines. 22 (4): 299—324. CiteSeerX 10.1.1.396.799 . S2CID 9464769. doi:10.1007/s11023-012-9282-2.
- — (фебруар 2013). „Existential Risk Reduction as Global Priority”. Global Policy. 4 (3): 15—31. doi:10.1111/1758-5899.12002.
- with Shulman, Carl (фебруар 2014). „Embryo Selection for Cognitive Enhancement: Curiosity or Game-changer?” (PDF). Global Policy. 5 (1): 85—92. CiteSeerX 10.1.1.428.8837 . doi:10.1111/1758-5899.12123.
- with Muehlhauser, Luke (2014). „Why we need friendly AI” (PDF). Think. 13 (36): 41—47. S2CID 143657841. doi:10.1017/S1477175613000316.
- Bostrom, Nick (септембар 2019). „The Vulnerable World Hypothesis”. Global Policy. 10 (4): 455—476. doi:10.1111/1758-5899.12718 .

## Spoljašnje veze
- Zvanični veb-sajt